# Емельянов, Иван (легкоатлет)
Иван Емельянов (рум. Ivan Emilianov; род. 19 февраля 1977, Кишинёв) — молдавский легкоатлет, специалист по толканию ядра. Выступал в составе национальной сборной Молдавии по лёгкой атлетике в 1997—2016 годах, серебряный призёр Европейских игр в Баку, победитель и призёр многих стартов международного значения, рекордсмен страны, участник четырёх летних Олимпийских игр. Мастер спорта Молдавии международного класса.

## Биография
Иван Емельянов родился 17 февраля 1977 года в Кишинёве, Молдавская ССР.
Будучи студентом, представлял страну на Универсиадах 1997 года в Сицилии и 1999 года в Пальме. Принимал участие в молодёжном чемпионате Европы в Гётеборге.
В 2000 году вошёл в основной состав молдавской национальной сборной и благодаря череде удачных выступлений удостоился права защищать честь страны на летних Олимпийских играх в Сиднее — в программе толкания ядра показал результат 17,63 метра и не смог преодолеть предварительный квалификационный этап.
В 2001 году выступил на чемпионате мира в Эдмонтоне, где толкнул ядро на 18,06 метра.
В 2002 году участвовал в чемпионате Европы в помещении в Вене и в чемпионате Европы на открытом стадионе в Мюнхене.
На Универсиаде 2003 года в Тэгу выступал в толкании ядра и метании диска, заняв в этих дисциплинах 17 и 10 места соответственно.
Занял последнее двадцатое место на зимнем мировом первенстве 2004 года в Будапеште, тогда как на Олимпийских играх в Афинах с результатом 19,25 метра в квалификации толкания ядра расположился на 25 позиции.
В 2005 году отметился выступлением на зимнем чемпионате Европы в Мадриде, но в финал здесь не вышел.
На европейском первенстве 2006 года в Гётеборге так же не смог выйти в финальную стадию соревнований.
На чемпионате мира 2007 года в Осаке показал в квалификации результат 18,47 метра.
В 2008 году стартовал на зимнем мировом первенстве в Валенсии и на Олимпийских играх в Пекине — на сей раз в зачёте толкания ядра показал результат 18,64 метра, вновь был далёк от попадания в финальную стадию.
В 2009 году выиграл серебряную медаль в третьей лиге на командном чемпионате Европы в Лейрии.
В марте 2011 года на чемпионате Молдавии в Кишинёве установил национальный рекорд Молдавии 20,64 метра, затем в июне выиграл золотую медаль в третьей лиге на командном европейском первенстве Стокгольме. Однако вскоре стало известно, что Емельянов провалил допинг-тест — в его пробе были обнаружены следы запрещённых анаболических стероидов метенолона и станозолола. В итоге спортсмена на два года отстранили от всех соревнований, в частности из-за этого отстранения он пропустил Олимпиаду в Лондоне.
По окончании срока дисквалификации Иван Емельянов вернулся в основной состав молдавской национальной сборной и продолжил принимать участие в крупнейших международных стартах. Так, в 2014 году он выступил на командном чемпионате Европы в Брауншвейге, где выиграл бронзовую медаль третьей лиги.
В 2015 году с результатом 18,76 метра стал серебряным призёром на Европейских играх в Баку. Кроме того, взял серебро в третьей лиге на командном европейском первенстве в Чебоксарах.
В 2016 году обновил национальный рекорд Молдавии в толкании ядра — 20,80 метра. На чемпионате Европы в Амстердаме с результатом 18,38 метра занял 26 место. Выполнив олимпийский квалификационный норматив (20,5 метра), благополучно прошёл отбор на Олимпийские игры в Рио-де-Жанейро — здесь в программе толкания ядра показал результат 17,83 метра.